# 秀逸
| ウィキペディアには「秀逸」という見出しの百科事典記事はありません（タイトルに「秀逸」を含むページの一覧/「秀逸」で始まるページの一覧）。 代わりにウィクショナリーのページ「秀逸」が役に立つかもしれません。 |